# Ensjø

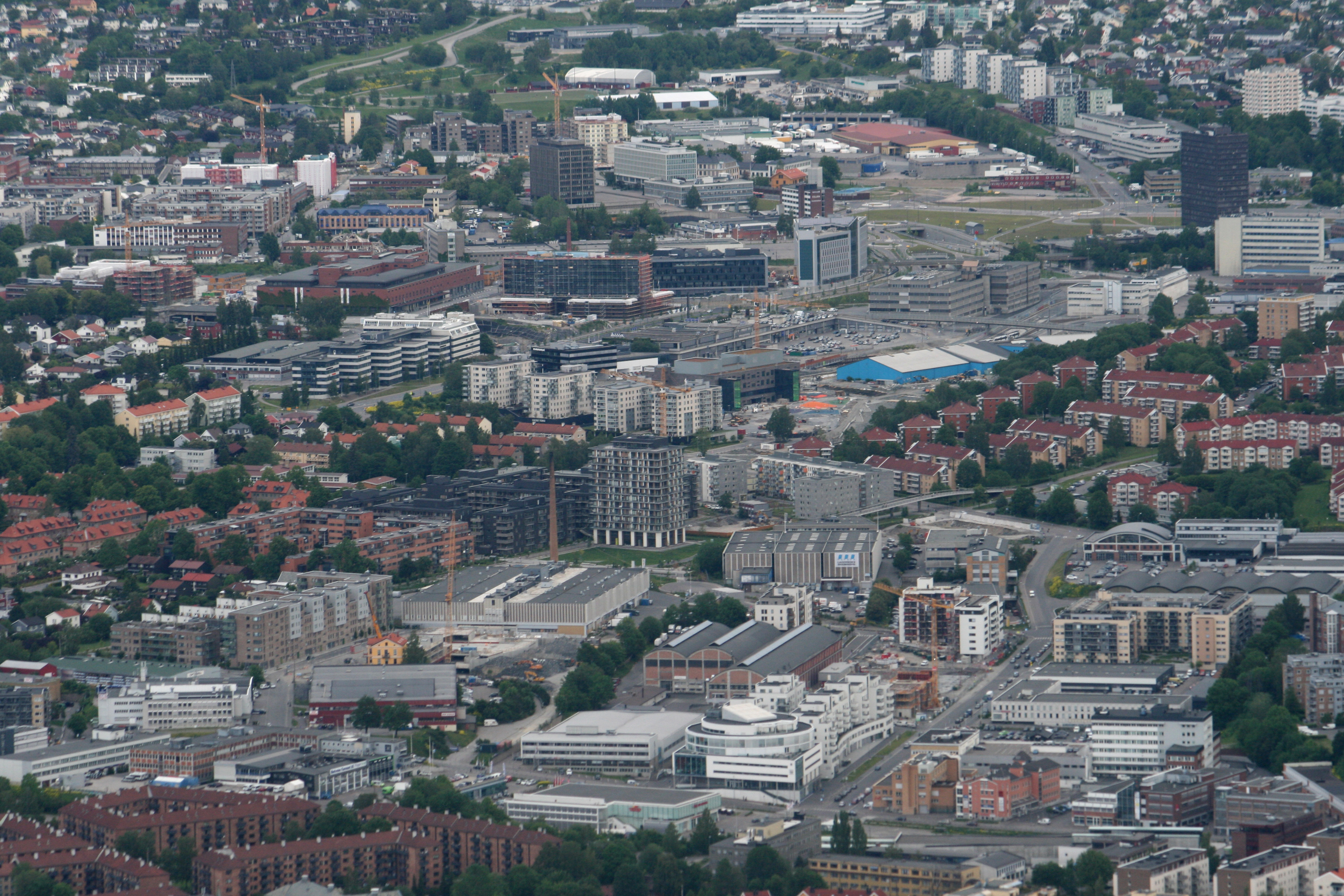
Ensjø und Hasle, 2015

Ensjø ist ein Stadtviertel in der norwegischen Hauptstadt Oslo. Das Wohn- und Industrieviertel liegt im Stadtteil Gamle Oslo.

## Lage
Das Stadtviertel liegt östlich des Osloer Stadtzentrums. Nördlich von Ensjø befindet sich Tøyen und im Westen Kampen. Im Südosten grenzt das Industrieviertel Helsfyr an.

## Geschichte
Das Stadtviertel wurde nach dem Hof Ensjø benannt. In den Jahren von 1852 bis 1916 bestand in Ensjø das Ziegelwerk Ensjø Teglverk. Das Ziegelwerk war zu dieser Zeit das größte Norwegens. Nachdem Ensjø zunächst noch eher dünn besiedelt war, wurden vor und nach dem Ende des Zweiten Weltkriegs Mietshäuser errichtet. Im Jahr 1966 wurde Ensjø an das U-Bahn-Netz der Stadt angebunden.
In Ensjø siedelten sich viele Unternehmen der Automobilbranche an. In den 1990er-Jahren wurde damit begonnen, im Gewerbegebiet neue Wohnflächen zu entwickeln. Im Zuge dessen entstanden rund 7000 neue Wohnungen. Im Mai 2021 wurde bekannt, dass die staatliche Rundfunkgesellschaft Norsk rikskringkasting (NRK) seine Zentrale von Marienlyst nach Ensjø verlegen werde.

## Verkehr

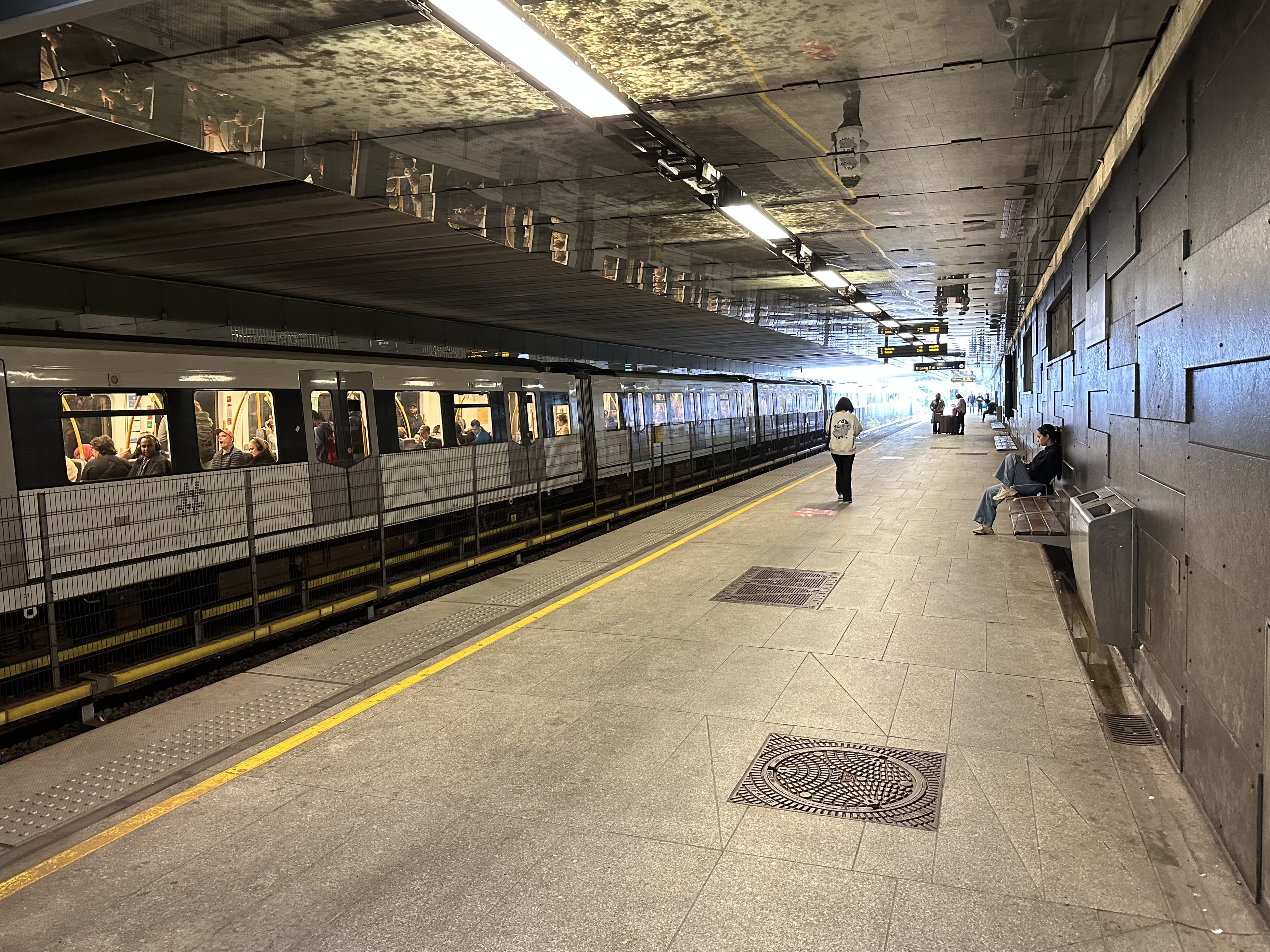
U-Bahn-Station Ensjø

Der U-Bahnhof in Ensjø wird von den Linien 1, 2, 3 und 4 angefahren. Der ursprüngliche Bahnhof wurde 1966 eröffnet. Als die Station in den Jahren 2012 und 2013 ausgebaut wurde, wurde die alte Bahnhofsanlage abgerissen.